# El Cuento Revista de Imaginación
El Cuento. Revista de Imaginación fue una publicación especializada en la narración breve en todas sus variantes. Fundada en su primera época en junio de 1939 por Edmundo Valadés y Horacio Quiñones, publicaron 5 números, el último de ellos, en diciembre de 1939. Este último número de la primera época no anuncia en sus páginas la suspensión de la revista, aunque sí incluye una disculpa a los lectores por el retraso en la salida del número, achacándolo a la falta de papel por fallas del proveedor. En el primer número de la segunda época, se asocia a la escasez de papel con la terminación de la primera época de la revista: "La revista que tiene usted en sus manos, lector, es prolongación de la que, con el mismo nombre, se publicó por primera vez hace más de veinte años, con un éxito que sólo pudo truncar la escasez de papel que produjo la Segunda Guerra Mundial" En esta primera época, la publicación intentó ser mensual en sus primeros tres números, fue bimestral en el cuarto, y volvió a ser mensual en el quinto y último número. 
En mayo de 1964, igualmente bajo la dirección de Edmundo Valadés, comenzó una larga vida de la segunda época; el último número fue publicado en diciembre de 1999. Contó entre los miembros de su consejo de redacción con algunos de los escritores mexicanos más reconocidos. 
La revista publicó 150 números y en conjunto "tal vez sea la muestra más amplia, la más rica, la más completa de la cuentística universal y, particularmente latinoamericana".
Aparte de divulgar la obra de cuentistas de todo el mundo y todas las épocas, la revista siempre incluía al principio un texto teórico sobre el cuento, reseñas de libros, biografías de los autores incluidos y recomendaciones de libros y autores.
Otro aspecto de la revista es que incluía bloques de narraciones muy breves, con una extensión no mayor a unos pocos párrafos, llamadas minificciones. El bloque «La Caja de Sorpresas» se dedicaba a colecciones de minificciones de autores consagrados. El bloque «Del concurso» se dedicaba a las narraciones enviadas por los lectores. De esas narraciones se seleccionaba una en cada número para ser premiada.
En 1981, la revista recibió el Premio Nacional de Periodismo en la categoría de «Divulgación Cultural».
En febrero de 2016, se anunció la digitalización del archivo completo de la revista, bajo la supervisión del escritor Agustín Monsreal, quien formó parte del consejo de redacción de la revista.